# Joquicingo
Joquicingo  är en kommun i Mexiko. Den ligger i södra delen av delstaten Mexiko och cirka 15 km sydost om storstaden Toluca de Lerdo. Den administrativa huvudorten i kommunen är Joquicingo de León Guzmán, med 7 575 invånare år 2010. 
Kommunen grundades år 1826, men inkorporerades åter i kommunen Tenango del Valle år 1847 efter att ha drabbats av en epidemi år 1832. År 1889 blev Joquicingo på nytt en egen kommun. Vid folkräkningen 2010 hade Joquicingo kommun sammanlagt 12 840 invånare. Kommunens area är 63,66 kvadratkilometer. Joquicingo tillhör Región Valle de Bravo.